# Bratz Rock Angelz
Bratz Rock Angelz es un videojuego para PlayStation 2, PC y GameCube desarrollado por THQ y protagonizado por las muñecas Bratz. Se caracteriza por llevar el género Sandbox (caja de arena) o videojuego no lineal al ámbito de los videojuegos infantiles, utilizando el mismo motor gráfico de Grand Theft Auto III.
El juego se engloba dentro de todo un conjunto de productos con la etiqueta "Rock Angelz" que incluye una colección de muñecas, una película de animación, mercadeo y un álbum de música.

## Argumento
Jade había ocupado un puesto de becaria para la revista de moda de Burdine Maxwell. Por culpa de las Gememalas es despedía y el resto de Bratz deciden montar su propia revista de moda. Después de decorar una antigua oficina, recorren Styleville (Villa Estilo) en busca de noticias. Posteriormente viajan a Londres y París, crean su propia línea de moda y hasta un grupo de música.

## Personajes
Cloe es la consejera de la revista y la encargada de los artículos de belleza. Suele exagerar bastante las cosas. Su apodo es Ángel.
Jade es la redactora de estilo. Es la más apasionada de la moda del grupo. Cuando por culpa de las Gememalas es despedida de la Revista Your Thing, sus amigas consiguen levantarle el ánimo fundando la Revista Bratz. Su apodo es Gatita.
Sasha es la editora musical. Le encanta la música Hip Hop y suelen ocurrírsele grandes planes para sacar la revista adelante aunque no puede evitar querer controlarlo todo. Su apodo es Conejita.
Yasmin es la editora de tendencias y suele aportar artículos no relacionados con la moda. Es la más sensata y razonable del grupo, aunque también suele reservarse sus propios problemas para no preocupar a sus amigas. Su apodo es Princesa Bonita.
Burdine Maxwell la editora de la Revista Your Thing. Una bruja malvada que quiere destruir a las Bratz para siempre jamás. Les robó sus billetes para ir a Londres, saboteó el desfile de París e hizo que las Bratz se separaran haciendo que Cloe firmase un contrato para trabajar en Your Thing. Tiene a las Gememalas trabajando como becarias y un perro llamado Royale a quien quiere como si fuese su bebé. Su color favorito es el rosa y se considera a sí misma como la reina de la moda. Las Gememalas la llaman Birdface.
Kirstee y Kaycee conocidas por todo Stylesville como Gememalas son las becarias de Burdine en Your Thing y las responsables del despido de Jade. Kaycee Lleva un esparadrapo en la nariz, debido a que está operada, y siempre tiene la mala suerte de que recibe un montón de golpes. Se llevan muy mal con las Bratz, hasta el punto de creerse mejores que ellas. Según Jade ponen a parir a Burdine en el baño entre las 13:30 y las 14:00. Al igual que a Burdine les gusta el color rosa.
Cameron
Dylan
Eitan
Koby (Versión PS2)
Meygan (Versión PS2)
Fianna (Versión PS2)
Phoebe (Versión PS2)
Roxxi (Versión PC y PS2)
Byron Powell (Versión PC y GBA) el juez del programa America Rocks y representante de Crash. Yasmin encontró a su perro Ozzie perdido en Londres y como agradecimiento regaló unas entradas a las Bratz para el concierto de Crash. Cuando Crash se separó dejando sola a la cantante Roxxi, las Bratz Rock Angelz salvaron el espectáculo junto con Roxxi consiguiendo una entrevista con Byron y un contrato discográfico. Conoció a Burdine en el avión de viaje a Londres y desde entonces se odian a muerte.
Nigel Forrester (Versión GBA) un duque que tuvo una corta relación amorosa con Cloe. La apartó de sus amigas dejando plantada a Yasmin cuando iban a escribir artículos para la revista y haciendo que casi faltara a la inauguración de Pinz. Cloe le deja por una diferencia de opiniones sobre los clubes Punk y después de que Nigel criticara a las amigas de Cloe.

## Modo de juego
El jugador podrá explorar libremente tres lugares; Stylesville, Londres y París. Para poder desbloquear las dos capitales europeas se habrá de ir realizando cuatro misiones en concreto, una por cada Bratz. También se puede jugar a minijuegos para ganar dinero extra. Con el dinero de las misiones y el que van encontrando por la ciudad, pueden comprar ropa, accesorios, maquillaje y personalizaciones para el móvil. Así mismo hay 25 fichas de personaje para cada Bratz a encontrar con la que desbloquear contenidos extra, como clips de película.

## Recepción
El juego vendió 1 millón de copias para PlayStation 2 el año de su lanzamiento y a día de hoy lleva vendidos 1,4 millones de copias, lo que es una cifra muy considerable para ser un juego infantil con un objetivo de mercado localizado en el público femenino. Las críticas de Gamezone y Game Vortex le otorgaron una puntuación de 8 sobre 10. Esta buena recepción de crítica y público ha llevado a que el mismo sistema de juego se haya 